# Centre Bell
El Centre Bell (Centro Bell), antes conocido con el nombre de Centre Molson, es un pabellón de hockey hielo de Montreal (Quebec, Canadá). Actualmente es la sede de los Montreal Canadiens de la NHL desde el 16 de marzo de 1996, cuando el equipo abandonó el histórico Forum de Montreal después de su último partido allí, jugado el 11 de marzo del mismo año.

## Descripción
El edificio cubre una superficie de 5680 metros cuadrados, y se sitúa en el centro de Montreal. Está conectado con la estación Lucien-L'Allier del Metro de Montreal. Tiene un capacidad de 21.105 asientos.

## Historia

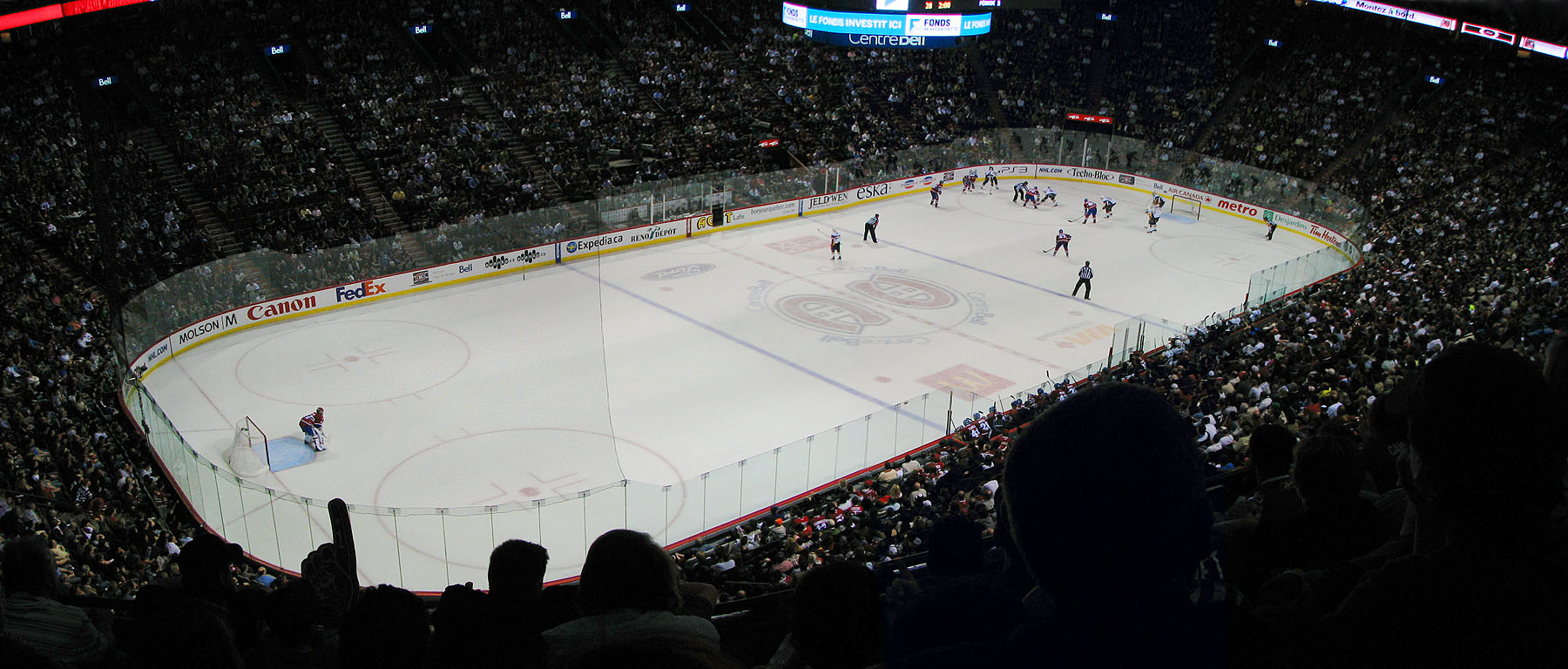
Imagen interior del Centre Bell, sede de los Montreal Canadiens.

La construcción del lugar comenzó el 22 de junio de 1993. Oficialmente, el Centre Molson (auspiciado por la cervecería Molson) abrió sus puertas el 16 de marzo de 1996.
El 9 de noviembre de 1997 se celebró el evento PPV de WWE Survivor Series. Este evento es tristemente recordado por los fanes canadienses de la Lucha Libre Profesional debido a que el luchador Bret Hart (que estaba en su tierra natal) perdió la lucha por el campeonato de la WWE frente a Shawn Michaels de una manera muy controvertida, ya que Vince McMahon obligó al árbitro Earl Hebner a que suene la campana mientras Michaels aplicaba un movimiento de rendición a Bret, sin que este se rindiera. Este acontecimiento más tarde se llamó la Traición de Montreal (Montreal Screwjob en inglés).
En la temporada 2001-2002, George Gillett compró al equipo de hokey hielo Montreal Canadiens. Es entonces cuando Molson decidió separarse del edificio, que Bell Canada compró. El edificio empezó a llevar el nombre de Centre Bell en el partido inaugural de la temporada 2002-2003.
El edificio es ahora un centro cultural de la ciudad de Montreal. Además de ser la casa del Montreal Canadiens, el Centre Bell acoge cada año más de una cincuentena de espectáculos.
El día 13 de septiembre de 2009 se celebró en este estadio WWE Breaking Point, un evento PPV de la World Wrestling Entertainment que reemplazó a WWE Unforgiven.
En 2008, el estadio albergó el combate de artes marciales mixtas UFC 83, el primer combate de dicha promoción en Canadá. El quebequés Georges St-Pierre derrotó a Matt Serra para unificar el título de peso wélter ante 21 390 espectadores, entonces récord de UFC. Luego se disputaron allí UFC 97 en 2009 y UFC 113 en 2010. St-Pierre volvió a combatir allí en el UFC 124 en 2010, UFC 154 en 2012 y UFC 158 en 2013. En 2015 se disputó allí el UFC 186.